# Heteroleuca albida
Heteroleuca albida är en fjärilsart som beskrevs av W. Warren 1904. Heteroleuca albida ingår i släktet Heteroleuca och familjen mätare. Inga underarter finns listade i Catalogue of Life.